# Sopia Kwazabaia
Sopia Kwazabaia (georgisch სოფია ქვაცაბაია; * 18. Juli 1988 in Tiflis, Sowjetunion) ist eine ehemalige georgische Tennisspielerin.

## Karriere
Kwazabaia gewann während ihrer Karriere zehn Einzel- und 19 Doppeltitel des ITF Women’s Circuits.
Zwischen 2007 und 2014 spielte sie für die georgische Fed-Cup-Mannschaft, für die sie acht ihrer 13 Partien gewann.

## Turniersiege

### Einzel
| Nr. | Datum            | Turnier     | Kategorie   | Belag     | Finalgegnerin          | Ergebnis      |
| --- | ---------------- | ----------- | ----------- | --------- | ---------------------- | ------------- |
| 1.  | Mai 2011         | Istanbul    | ITF $10.000 | Hartplatz | Ksenija Mileuskaja     | 6:2, 6:1      |
| 2.  | Januar 2012      | Antalya     | ITF $10.000 | Sand      | Jewgenija Paschkowa    | 6:0, 6:2      |
| 3.  | Januar 2012      | Antalya     | ITF $10.000 | Sand      | Marina Giral Lores     | 7:64, 6:1     |
| 4.  | Februar 2012     | Mallorca    | ITF $10.000 | Sand      | Yvonne Cavallé Reimers | 6:2, 6:3      |
| 5.  | 2. März 2014     | Antalya     | ITF $10.000 | Sand      | Ekaterine Gorgodse     | 2:6, 6:0, 6:4 |
| 6.  | 21. Juni 2014    | Antalya     | ITF $10.000 | Hartplatz | Jewgenija Paschkowa    | 0:6, 6:1, 6:2 |
| 7.  | 25. Januar 2015  | Antalya     | ITF $10.000 | Sand      | Alice Bacquié          | 6:2, 6:3      |
| 8.  | 22. Februar 2015 | Antalya     | ITF $10.000 | Sand      | Diana Buzean           | 6:4, 7:66     |
| 9.  | 9. Mai 2015      | Puszczykowo | ITF $10.000 | Hartplatz | Natalia Siedliska      | 6:1, 6:1      |
| 10. | 10. Oktober 2015 | Schymkent   | ITF $10.000 | Sand      | Julyette Steur         | 6:4, 5:7, 6:1 |

### Doppel
| Nr. | Datum             | Turnier    | Kategorie   | Belag             | Partnerin            | Finalgegnerinnen                        | Ergebnis         |
| --- | ----------------- | ---------- | ----------- | ----------------- | -------------------- | --------------------------------------- | ---------------- |
| 1.  | April 2009        | Antalya    | ITF $10.000 | Hartplatz         | Awgusta Zybyschewa   | Ima Bohusch Marija Scharkowa            | 6:4, 4:6, [10:8] |
| 2.  | Juli 2009         | Izmir      | ITF $10.000 | Hartplatz         | Awgusta Zybyschewa   | Zuzana Linhová Sandra Zaniewska         | 6:0, 3:6, [10:5] |
| 3.  | September 2009    | Lleida     | ITF $10.000 | Sand              | Awgusta Zybyschewa   | Ximena Hermoso Garbiñe Muguruza         | 6:3, 6:2         |
| 4.  | Februar 2010      | Majorca    | ITF $10.000 | Sand              | Awgusta Zybyschewa   | Benedetta Davato Inés Ferrer Suárez     | 7:66, 6:4        |
| 5.  | März 2011         | Lyon       | ITF $10.000 | Hartplatz (Halle) | Maria Abramović      | Martina Borecká Petra Krejsová          | 6:4, 3:6, [10:5] |
| 6.  | Mai 2011          | Istanbul   | ITF $10.000 | Hartplatz         | Laura-Ioana Andrei   | Dessislawa Mladenowa Anja Prislan       | 6:2, 6:2         |
| 7.  | September 2011    | Tiflis     | ITF $10.000 | Sand              | Tatia Mikadse        | Anastasiya Prenko Viktoria Yemialyanava | 6:1, 6:3         |
| 8.  | Oktober 2011      | Antalya    | ITF $10.000 | Sand              | Maryna Zanevska      | Diana Enache Daniëlle Harmsen           | 6:4, 6:1         |
| 9.  | April 2012        | Antalya    | ITF $10.000 | Hartplatz         | Oksana Kalaschnikowa | Ana Bogdan Maria Mokh                   | 6:4, 6:4         |
| 10. | August 2012       | Ratingen   | ITF $10.000 | Hartplatz         | Ekaterine Gorgodse   | Kim Grajdek Sylwia Zagórska             | 6:3, 6:4         |
| 11. | 24. August 2012   | Enschede   | ITF $10.000 | Sand              | Ekaterine Gorgodse   | Kim Kilsdonk Nicolette van Uitert       | 6:4, 1:6, [10:6] |
| 12. | 22. Februar 2014  | Antalya    | ITF $10.000 | Sand              | Pia König            | Li Yihong Yang Zhaoxuan                 | 2:1 Aufgabe      |
| 13. | 22. März 2014     | Antalya    | ITF $10.000 | Hartplatz         | Ekaterine Gorgodse   | Natalija Kostić Chantal Škamlová        | 4:6, 6:1, [10:8] |
| 14. | 20. Juni 2014     | Kasachstan | ITF $10.000 | Hartplatz         | Ana Veselinović      | Albina Xabibulina Ekaterina Kylueva     | 7:65, 7:63       |
| 15. | 29. November 2014 | Antalya    | ITF $10.000 | Sand              | Ekaterine Gorgodse   | Réka Luca Jani Julija Stamatowa         | 7:63, 7:67       |
| 16. | 6. Dezember 2014  | Antalya    | ITF $10.000 | Sand              | Chantal Škamlová     | Ekaterine Gorgodse Nastja Kolar         | kampflos         |
| 17. | 1. Februar 2015   | Antalya    | ITF $10.000 | Sand              | Ekaterine Gorgodse   | Agata Barańska Victoria Muntean         | 6:2, 6:2         |
| 18. | 9. Oktober 2015   | Schymkent  | ITF $10.000 | Sand              | Ekaterine Gorgodse   | Albina Xabibulina Polina Merenkova      | 7:5, 3:6, [10:6] |
| 19. | 17. Oktober 2015  | Schymkent  | ITF $10.000 | Sand              | Ekaterine Gorgodse   | Kamila Kerimbajewa Margarita Lasarewa   | 7:5, 6:2         |